# Halle Open 2021
L'Halle Open 2021, conosciuto anche come Noventi Open per motivi di sponsorizzazione, è stato un torneo di tennis giocato sull'erba. È stata la 28ª edizione, fa parte della categoria ATP Tour 500 nell'ambito dell'ATP Tour 2021. La competizione si è disputata alla Owl Arena di Halle, in Germania, dal 14 al 20 giugno 2021.

## Partecipanti

### Teste di serie
| Nazionalità | Giocatore             | Ranking* | Testa di serie |
| ----------- | --------------------- | -------- | -------------- |
| Russia      | Daniil Medvedev       | 2        | 1              |
| Grecia      | Stefanos Tsitsipas    | 4        | 2              |
| Germania    | Alexander Zverev      | 6        | 3              |
| Russia      | Andrej Rublëv         | 7        | 4              |
| Svizzera    | Roger Federer         | 8        | 5              |
| Spagna      | Roberto Bautista Agut | 11       | 6              |
| Belgio      | David Goffin          | 13       | 7              |
| Francia     | Gaël Monfils          | 15       | 8              |

* Ranking al 31 maggio 2021.

### Altri partecipanti
I seguenti giocatori hanno ricevuto una wild card per il tabellone principale:
- Daniel Altmaier
- Philipp Kohlschreiber
- Gaël Monfils

Il seguente giocatore è entrato in tabellone come special exempt: 
- Jurij Rodionov

I seguenti giocatori sono entrati nel tabellone principale passando dalle qualificazioni:

- Nikoloz Basilašvili
- Lukáš Lacko
- Marcos Giron
- Arthur Rinderknech
- Il'ja Ivaška
- Ričardas Berankis

I seguenti giocatori sono entrati in tabellone come lucky loser:
- Yannick Hanfmann

### Ritiri
Prima del torneo
- Pablo Carreño Busta → sostituito da  Corentin Moutet
- Cristian Garín → sostituito da  Gilles Simon
- Casper Ruud → sostituito da  Sam Querrey
- Stefanos Tsitsipas → sostituito da  Yannick Hanfmann

## Partecipanti doppio

### Teste di serie
| Nazionalità | Giocatore      | Nazionalità   | Giocatore            | Ranking* | Testa di serie |
| ----------- | -------------- | ------------- | -------------------- | -------- | -------------- |
| Croazia     | Ivan Dodig     | Slovacchia    | Filip Polášek        | 19       | 1              |
| Germania    | Kevin Krawietz | Romania       | Horia Tecău          | 39       | 2              |
| Paesi Bassi | Wesley Koolhof | Paesi Bassi   | Jean-Julien Rojer    | 40       | 3              |
| Germania    | Tim Pütz       | Nuova Zelanda | Michael Venus        | 53       | 4              |
| Belgio      | Sander Gillé   | Belgio        | Joran Vliegen        | 62       | 5              |
| Sudafrica   | Raven Klaasen  | Giappone      | Ben McLachlan        | 67       | 6              |
| Austria     | Oliver Marach  | Pakistan      | Aisam-ul-Haq Qureshi | 84       | 7              |
| Italia      | Simone Bolelli | Argentina     | Máximo González      | 96       | 8              |

* Ranking al 31 maggio 2021.

### Altri partecipanti
Le seguenti coppie di giocatori hanno ricevuto una wild card per il tabellone principale:
- Daniel Altmaier /  Dominic Stricker
- Dustin Brown /  Jan-Lennard Struff

La seguente coppia di giocatori sono entrati nel tabellone principale passando dalle qualificazioni:
- Daniel Masur /  Rudolf Molleker

La seguente coppia di giocatori sono entrati in tabellone come lucky loser:
- Yannick Hanfmann /  Dominik Koepfer

### Ritiri
Prima del torneo
- Łukasz Kubot /  Marcelo Melo → sostituiti da  Łukasz Kubot /  Édouard Roger-Vasselin
- Marcel Granollers /  Horacio Zeballos → sostituiti da  Andrés Molteni /  Guido Pella
- Petros Tsitsipas /  Stefanos Tsitsipas → sostituiti da  Yannick Hanfmann /  Dominik Koepfer

## Punti e montepremi
| Torneo    | Torneo              | V       | F      | SF     | QF     | 3T     | 2T     | 1T    | Q  | Q2     | Q1    |
| Singolare | Punti               | 500     | 300    | 180    | 90     | 45     | 20     | 0     | 10 | 4      | 0     |
| Singolare | Premi in denaro (€) | 113,785 | 84,075 | 59,860 | 40,765 | 25,480 | 14,650 | 6,750 | –  | €3,565 | 2.100 |
| Doppio    | Punti               | 500     | 300    | 180    | 90     | –      | 0      | -     | –  | –      | –     |
| Doppio    | Premi in denaro (€) | 40,200  | 30,240 | 21,760 | 14,340 | –      | 9,020  | 5,000 | –  | –      | –     |

## Campioni

### Singolare
Ugo Humbert ha sconfitto in finale  Andrej Rublëv con il punteggio di 6-3, 7-6(4).
- È il terzo titolo in carriera per Humbert, il primo della stagione.

### Doppio
Kevin Krawietz /  Horia Tecău hanno sconfitto in finale  Félix Auger-Aliassime /  Hubert Hurkacz con il punteggio di 7-6(4), 6-4.